# 메이버 무어

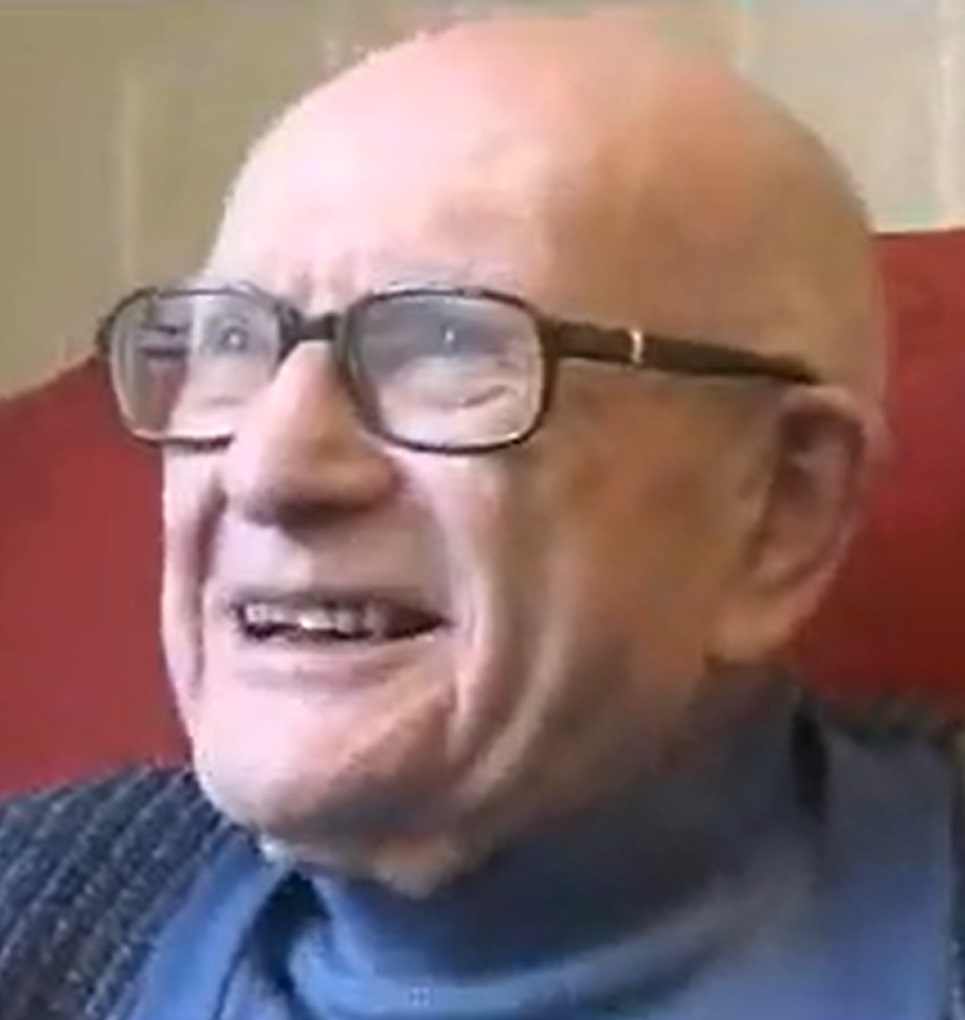
Mavor Moore c.2002

메이버 무어(Mavor Moore, 1919년 3월 8일 ~ 2006년 12월 18일)는 캐나다의 역사가, 배우, 영화배우, 작곡가, 텔레비전 배우이다.
토론토에서 태어났으며 빅토리아에서 사망하였다.

## 영화
- 죽음의 죄 (1992년)
- 메론 (1987년)
- 프레디 더 프리로더스 크리스마스 디너 (1981년)
- 헤비 메탈 (1981년)
- 스캐너스 (1981년)
- 시티 온 파이어 (1979년)
- 더 파이팅 멘 (1977년)